# Adalet Ağaoğlu
Adalet Ağaoğlu (Nallıhan, 23 oktober 1929 – Istanboel, 14 juli 2020) was een Turks (toneel)schrijfster. Ağaoğlu wordt beschouwd als een van de belangrijkste auteurs in de Turkse literatuur van de twintigste eeuw.

## Biografie
Adalet Sümer werd op 23 oktober 1929 in het stadje Nallıhan geboren. Haar vader was Hafız Mustafa Sümer, een stoffenhandelaar. Adalet was het tweede kind en enige dochter van een gezin uit vier kinderen. Haar broers zijn toneelschrijver Cazip Sümer (1925-1975), acteur Güner Sümer (1936-1977) en zakenman Ayhan Sümer (1930). In 1938 verhuisde het gezin naar de Turkse hoofdstad Ankara.

## Persoonlijk leven
Ağaoğlu was overtuigt atheïst en had herhaaldelijk laten weten gecremeerd te willen worden. Van 1954 tot zijn overlijden in 2018 was ze gehuwd met Halim Ağaoğlu.

### Toneelwerk
- Yaşamak – 1955
- Evcilik Oyunu – 1964
- Sınırlarda Aşk – 1965
- Çatıdaki Çatlak – 1965
- Tombala – 1967
- Çatıdaki Çatlak 1967
- Sınırlarda Aşk-Kış-Barış 1970
- Üç Oyun: Bir Kahramanın Ölümü, Çıkış, Kozalar 1973
- Kendini Yazan Şarkı 1976
- Duvar Öyküsü 1992
- Çok Uzak-Fazla Yakın 1991

### Romans
- Ölmeye Yatmak – 1973 – Nederlandse vertaling door Hanneke van der Heijden o.d.t. Gaan liggen om te sterven
- Fikrimin İnce Gülü – 1976
- Bir Düğün Gecesi – 1979
- Yazsonu – 1980
- Üç Beş Kişi – 1984
- Hayır... – 1987
- Ruh Üşümesi – 1991
- Romantik Bir Viyana Yazı – 1993